# Stacey McClean
Stacey McClean (17 febbraio 1989) è un'attrice britannica.
Faceva parte della band S Club 8 che inizialmente si chiamava S Club Junior che adesso si è sciolta.

## Serie televisive
- I Dream (2004) - Stacy McClean (herself)